# Robert van Gulik
Robert Hans van Gulik (hagyományos kínai: 髙羅佩; pinjin: Gāo Luópèi; magyar népszerű átírásban: Kao Lo-pej; Zutphen, 1910. augusztus 9. – Hága, 1967. szeptember 24.) kiválóan képzett holland orientalista, diplomata, zenész és népszerű író. Legismertebbek a Ti (más változatban: Di vagy Dee) bíró nyomozásait bemutató detektívregényei, melyeknek főszereplőjét egy 18. századi kínai regényből kölcsönözte.

## Élete
Robert van Gulik egy akkoriban a Holland Kelet-Indián (a mai Indonézia) állomásozó katonaorvos fiaként jött a világra. Igaz, ő Hollandiában született, de háromtól tizenkét éves koráig Batáviában (a mai Dzsakartában) élt családjával. Kiváló nyelvérzéke már fiatalkorában megmutatkozott. Gyerekfejjel elsajátította a kínai nyelv mandarin változatát és a kantoni nyelvjárást, valamint a maláj és a jávai nyelvet is. Hollandiában, a gimnáziumban az ógörög és a latin, majd a leideni egyetemen az orosz és a szanszkrit nyelvvel foglalkozott, valamint hasznos segítséget nyújtott professzorának, Christianus Cornelius Uhlenbecknek az amerikai feketeláb indián nyelv szótárának összeállításához. Későbbi utazásai során elsajátította a japán, a tibeti és az arab nyelvet is. 1935-ben szerzett PhD-fokozatot, majd kiváló tanulmányi előmenetelének és széles körű nyelvismeretének köszönhetően az egyetem elvégzése után holland diplomáciai szolgálatba lépett. Először Kínában, majd Japánban állomásozott. Amikor Japán 1941-ben hadat üzent többek között Hollandiának is, őt a követség többi tagjával együtt evakuálták. 1942-ben már a Csang Kaj-sek Csungkingban (pinjin: Chongqing) székelő nemzeti kormányát támogató diplomáciai testület titkára. 1943-ban feleségül vette egy mandzsu császári mandarin lányát, Suj Si-fangot (pinjin: Shui Shifangot 水世芳), akitől négy gyermeke született. A második világháború után visszatért Hollandiába, majd az Egyesült Államokba települt mint a washingtoni holland nagykövetség tanácsosa. Innen 1949-ben tért vissza Japánba, ahol négy évet töltött. Első könyveit is itt jelentette meg magánkiadásban.
Diplomataként 1965-ig még Új-Delhiben, Kuala Lumpurban és Bejrútban állomásozott. 1965-ben tért vissza Hollandiába. Korai halálát rák okozta, 1967. szeptember 24-én hunyt el egy hágai kórházban.

## Ti bíró esetei
Amikor a második világháború alatt Csungkingban teljesített diplomáciai szolgálatot, kezébe került a Di gong an 狄公案 ("Di bíró esetei") című híres 18. századi kínai detektívregény. Mivel kedvelte a krimiket, úgy határozott, hogy lefordítja a könyvet angolra. A kötet Ti Zsen-csie (pinjin: Di Renjie 狄仁杰), azaz Ti bíró (630–700) három rejtélyes esetét tartalmazta. Van Gulikot annyira megragadta a legendás férfi személyisége, hogy elkezdte írni saját Ti bíró-sorozatát, húsz év alatt tizenhat kötetet. Gulik írás közben behatóan tanulmányozta a kínai büntetőjogot, közigazgatást és a jogi irodalmat is. Angolul írt, mert úgy gondolta, hogy ez jó alap lesz a kínai és japán fordításokhoz. A háború után, 1949-ben ismét Japánba helyezték, itt írta meg első önálló Ti bíró-könyvét, A kínai haranggyilkosságokat, amelynek nemcsak kínai és japán fordításban lett nagy sikere, de angolul és hollandul is. A diplomáciai szolgálat akárhová is szólította, a Ti bíró-sorozatot rendületlenül folytatta egészen a haláláig.
A Tang-dinasztia idején, a hetedik századi Kínában játszódó detektívtörténeteket 39 országban 28 nyelven adták ki, és nagy sikerű tévésorozat és film is készült belőlük.

## Egyéb munkái
Kínai barátai a Kao Lo-pej (pinjin: Gāo Luópèi) 髙羅佩 nevet adták neki, amelyet egész életében büszkén viselt. Napjait rendszerint a kínai szépírás, a kalligráfia gyakorlásával kezdte. A Ti bíró-sorozat mellett rendkívül termékeny tudományos szerző is volt: fordított színdarabot szanszkrit nyelvből, tanulmányt írt az ősi, kínai tus-dörzskövekről, a kínai és japán buddhista lókultúráról, a kora kínai zeneelméletről, a Ming-dinasztia kori erotikus színes nyomatairól és az ókori Kína szexuális szokásairól. Indiai állomáshelyén kiemelkedően fontos esszében vizsgálta a szanszkrit Siddam ábécé jelentőségét.

## Művei

### Ti bíró
Ti bíró alakját az író, Robert van Gulik, egy legendás, létező kínai történelmi személyről, Ti Zsen-csiéről (pinjin: Di Renjie 狄仁杰) mintázta, aki 630 és 700 között élt Kínában.
A sorozatban az éles eszű, kivételes képességű Ti bíró bárhol is szolgálja a birodalmat, különböző vidékeken és különböző tisztségekben, mindenütt izgalmas, fordulatos bűnügyi feladványok egész sorát fejti meg, rablások, gyilkosságok és más bűntények rafinált tetteseit leplezi le és ítéli el. A főszereplőt, Ti bírót Robert van Gulik művelt férfiúként írja le, aki szereti az irodalmat, a verseket, a zenét és a művészetet, harmonikusan él a családjával, és jó gazdája nemcsak a rábízott hivatalnak, de háza népének is.
Mindegyik kötet önálló, kerek egész, jól érthető önmagában is, miközben a teljes sorozat Ti bíró életútját is leírja, első kalandjától – mint kezdő járásfőnök – egészen karrierje csúcsáig, amikor már miniszterként szolgálja a császárt a fővárosban.
Az egyes regények hűségesen követik a hagyományos kínai detektívtörténetek szerkezetét, minden könyvben három jól elkülöníthető szál, rejtély, bűnügy fut párhuzamosan, és ezeket kell végül a főhősnek, Ti bírónak megoldania. És a bíró meg is oldja. Akár eltűnt aranyrudakról, hajtűvel megölt áldozatokról, szerelmi gyilkosságokról van szó, akár hétköznapi tyúkperben kell döntenie, Ti bíró mindig megtalálja a megoldást, jó megfigyelőképességére, lélektani érzékére támaszkodva felkutatja a bizonyítékokat, elfogja és elítéli a tetteseket.
A mozgalmas és cselekményes történetek bonyolítása közben az író felhasználja kivételes történelmi és helyismeretét, hogy élvezetes, plasztikus képet adjon a korabeli Kínáról, az emberekről, a hivatali, az előkelő és a köznapi életről.

#### Ti bíró esetei a megjelenés sorrendjében
- Celebrated Cases of Judge Dee, translation of the Chinese Dee Goong An (1941–1948)
- The Chinese Maze Murders (írta: 1950-ben, japánul megjelent: 1951-ben, angolul megjelent: 1956-ban)
- The Chinese Bell Murders (írta: 1953–1956-ban, megjelent: 1958-ban)
- The Chinese Lake Murders (írta: 1953–1956-ban, megjelent: 1960-ban)
- The Chinese Gold Murders (írta: 1956-ban, megjelent: 1959-ben)
- The Chinese Nail Murders (írta 1958-ban, megjelent: 1961-ben)
- The Haunted Monastery (írta: 1958–1959-ben, megjelent: 1961-ben)
- The Red Pavilion (írta: 1958–1959-ben, megjelent: 1961-ben)
- The Lacquer Screen (írta: 1958–1959-ben, megjelent: 1962-ben)
- The Emperor's Pearl (írta és megjelent: 1963-ban)
- Vier vingers (1964), hollandul írt novella, amely a The Morning of the Monkey kötetben jelent meg 1965-ben.
- The Monkey and the Tiger novellák (1965)
- The Willow Pattern (írta és megjelent: 1965-ben)
- Murder in Canton (írta és megjelent: 1966-ban)
- The Phantom of the Temple (írta és megjelent: 1966-ban)
- Judge Dee at Work, novellák (írta és megjelent: 1967-ben)
- Necklace and Calabash (írta és megjelent: 1967-ben)
- Poets and Murder (írta és megjelent: 1968-ban)

#### Ti bíró esetei a cselekmény időrendjében
Ti bíró történetei a Tang-dinasztia idején, 663-tól 681-ig zajlódnak, ám az időrendi sorrend csak az összes mű ismeretében állapítható meg. Maga a szerző is csak utólag gondolt arra, hogy erre a történetiségre ügyeljen, attól függetlenül, hogy a regénysorozat egyes kötetét mikor írta és mikor játszódik.
- 663 – Ti bírót kinevezik a képzeletbeli Penglaj körzet járásfőnökévé, amely valahol Északkelet-Kínában található.
  - The Chinese Gold Murders
  - "Five Auspicious Clouds", novella, amely a Judge Dee at Work című kötetben olvasható
  - "The Red Tape Murder", novella, amely a Judge Dee at Work című kötetben olvasható
  - "He Came with the Rain", novella, amely a Judge Dee at Work című kötetben olvasható
  - The Lacquer Screen

- 666 – Ti bírót kinevezik a képzeletbeli Hanjüan körzet járásfőnökévé, amely valahol az akkori főváros, Csang'an (a mai Hszi'an) közelében található.
  - The Chinese Lake Murders
  - "The Morning of the Monkey", novella, amely a The Monkey and the Tiger című kötetben olvasható
  - "The Murder on the Lotus Pond", novella, amely a Judge Dee at Work című kötetben olvasható

- 666 – Ti bíró utazás közben megszáll egy kolostorban.
  - The Haunted Monastery

- 668 – Ti bírót kinevezik a képzeletbeli Pojang körzet járásfőnökévé, amely valahol a mai Csiangszu tartományban, az egykori Nagy Csatorna mentén található.
  - The Chinese Bell Murders
  - "The Two Beggars", novella, amely a Judge Dee at Work című kötetben olvasható
  - "The Wrong Sword", novella, amely a Judge Dee at Work című kötetben olvasható
  - The Red Pavilion
  - The Emperor's Pearl
  - Poets and Murder
  - Necklace and Calabash

- 670 – Ti bírót kinevezik a képzeletbeli Lanfang körzet járásfőnökévé, amely a Tang-kori Kína egyik határvidékének számított.
  - The Chinese Maze Murders
  - The Phantom of the Temple
  - "The Coffins of the Emperor", novella, amely a Judge Dee at Work című kötetben olvasható
  - "Murder on New Year's Eve", novella, amely a Judge Dee at Work című kötetben olvasható

- 676 – Ti bírót kinevezik a képzeletbeli Pejcsou körzet járásfőnökévé, amely valahol a Tang-kori kínai messzi északi vidékén volt.
  - The Chinese Nail Murders
  - "The Night of the Tiger", novella, amely a The Monkey and the Tiger című kötetben olvasható

- 677 – Ti bírót kinevezik a Fővárosi Bíróság elnökévé Csang'anba.
  - The Willow Pattern

- 681 – Ti bíró ekkor a Birodalmi Bíróság elnöke.
  - Murder in Canton

#### Ti bíró esetei magyarul
- A kínai haranggyilkosság (The Chinese Bell Murders). Fordította: Mészáros Sándor, Albatrosz könyvek, Budapest, 1987 ISBN 963 14 1146 X
- Gyilkosság Kantonban (Murder in Canton). Fordította: Katona Ágnes, Európa Könyvkiadó, Budapest, 2006 (Európai krimi) ISBN 963 07 8016 X
- Az elhagyatott templom titka (The Chinese Gold Murders). Fordította: Upor László, "A kínai detektív sorozat" 1. kötete,[1] Sorozat Könyvek Kiadó, Budapest, 2011 ISBN 978 963 8942 15 9
- A faragott paraván rejtélye (The Lacquer Screen). Fordította: Upor László, "A kínai detektív sorozat" 2. kötete,[2] Sorozat Könyvek Kiadó, Budapest 2011. ISBN 978 963 8942 16 6
- Az elátkozott tó legendája (The Chinese Lake Murders). Fordította: Upor László, "A kínai detektív sorozat" 3. kötete,[3] Sorozat Könyvek Kiadó, Budapest, 2012 ISBN 978 963 8942 17 3
- A kísértetjárta kolostor (The Haunted Monastery). Fordította: Wertheimer Gábor, "A kínai detektív sorozat" 4. kötete,[4] Sorozat Könyvek Kiadó, Budapest, 2012 ISBN 978 963 8961 30 3
- A majom és a tigris (The Monkey and the Tiger). Fordította: Upor László, "A kínai detektív sorozat" 5. kötete,[5] Sorozat Könyvek Kiadó, Budapest, 2013 ISBN 978 963 8942 18 0
- A vörös pavilon (The Red Pavilion). Fordította: Tokaji Zsolt, "A kínai detektív sorozat" 6. kötete,[6] Sorozat Könyvek Kiadó, Budapest, 2013 ISBN 978 963 8961 32 7
- Költők és gyilkosok (Poets and Murder). Fordította: Upor László, "A kínai detektív sorozat" 7. kötete,[7] Jaffa Kiadó – Sorozat Könyvek Kiadó, Budapest, 2015 ISBN 978 963 8961 33 4

### Jelentősebb tudományos munkái
- A Blackfoot-English Vocabulary Based on Material from the Southern Peigans (Christianus Cornelius Uhlenbeckkel közösen), (Amszterdam, 1934)
- The Lore of the Chinese Lute: An Essay in Ch'in Ideology (1941)
- Hsi K'ang and His Poetical Essay on the Lute (1941)
- Erotic Colour Prints of the Ming Period (magánkiadásban, Tokió, 1951)
- Siddham: An Essay on the History of Sanskrit Studies in China and Japan (1956)
- Chinese Pictorial Art, as Viewed by the Connoisseur (950 példányban jelent meg, Róma, 1958)
- Sexual Life in Ancient China: A Preliminary Survey of Chinese Sex and Society from ca. 1500 B.C. Till 1644 A D. (1961)
- The Gibbon in China: An Essay in Chinese Animal Lore (Leiden, 1967)

## Külső hivatkozások
- John Thompson's collected anecdotes on van Gulik's Guqin artistry
- Judge Dee website
- The Dutch language Rechter Tie website